# Bernard Occelli
Bernard Occelli (Cannes, 20 maggio 1961) è un ex copilota di rally francese, noto per essere stato il copilota di con il quale ha vinto il campionato del mondo nel WRC nel 1994 a bordo di una Toyota Celica Turbo 4WD.
Occelli ha fatto il suo debutto al Rally di Monte Carlo del 1983 con il pilota svizzero Tycho van Dijk su una Porsche 911. L'anno successivo ha fatto coppia con Auriol su una Renault 5 Turbo. Sempre con Auriol, ha vinto tre volte il rally di Montecarlo nel 1990, 1992, 1993.

## Palmarès
- Campionato del mondo rally: 1
1994
- Campionato di rally francese: 3
1986, 1987 e 1988